# (3587) Descartes
(3587) Descartes ist ein Asteroid des Hauptgürtels, der am 8. September 1981 von der ukrainisch-sowjetischen Astronomin Ljudmyla Schurawlowa an der Zweigstelle des Krim-Observatoriums (IAU-Code 095) in Nautschnyj entdeckt wurde.
Benannt wurde der Asteroid nach dem französischen Philosophen, Mathematiker und Naturwissenschaftler René Descartes (1596–1650), der als der Begründer des modernen frühneuzeitlichen Rationalismus und der analytischen Geometrie gilt.